# Gmina Chmielnik (Powiat Rzeszowski)
Die Gmina Chmielnik ist eine Landgemeinde im Powiat Rzeszowski der Woiwodschaft Karpatenvorland in Polen. Ihr Sitz ist das gleichnamige Dorf.

## Gliederung
Zur Landgemeinde (gmina wiejska) Chmielnik gehören folgende fünf Dörfer mit einem Schulzenamt:
Błędowa Tyczyńska, Borówki, Chmielnik, Wola Rafałowska und Zabratówka.